# Araknologi
Araknologi eller arachnologi (græsk ἀράχνη, arachne, "edderkop", og -λογία, -logia) er det videnskabelige studie af edderkopper og beslægtede dyr som skorpioner, mosskorpioner og mejere, der samlet kaldes spindlere. Studiet af edderkopper alene betegnes araneologi.